# Jihokorejská kuchyně

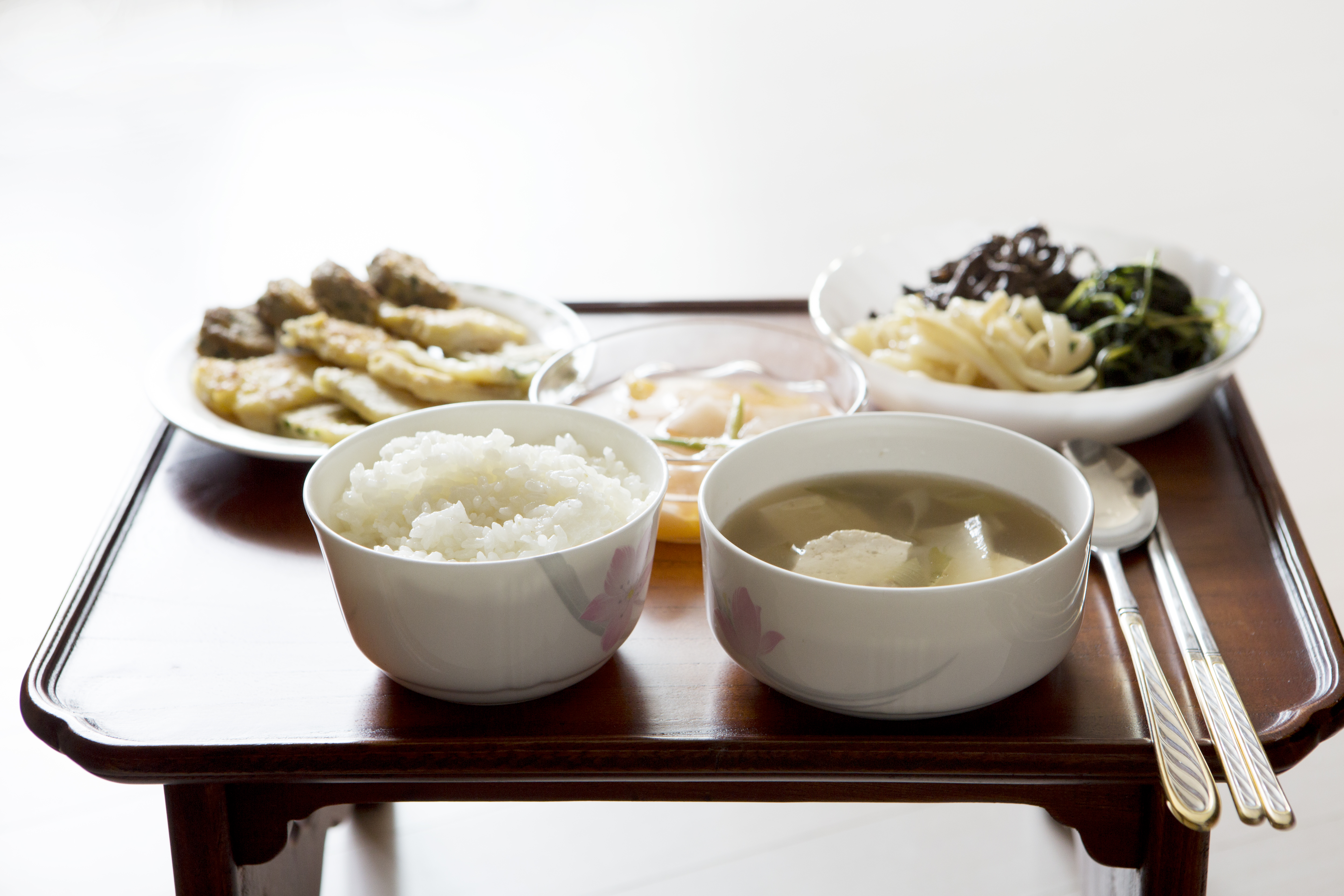
Typická jihokrejská jídla

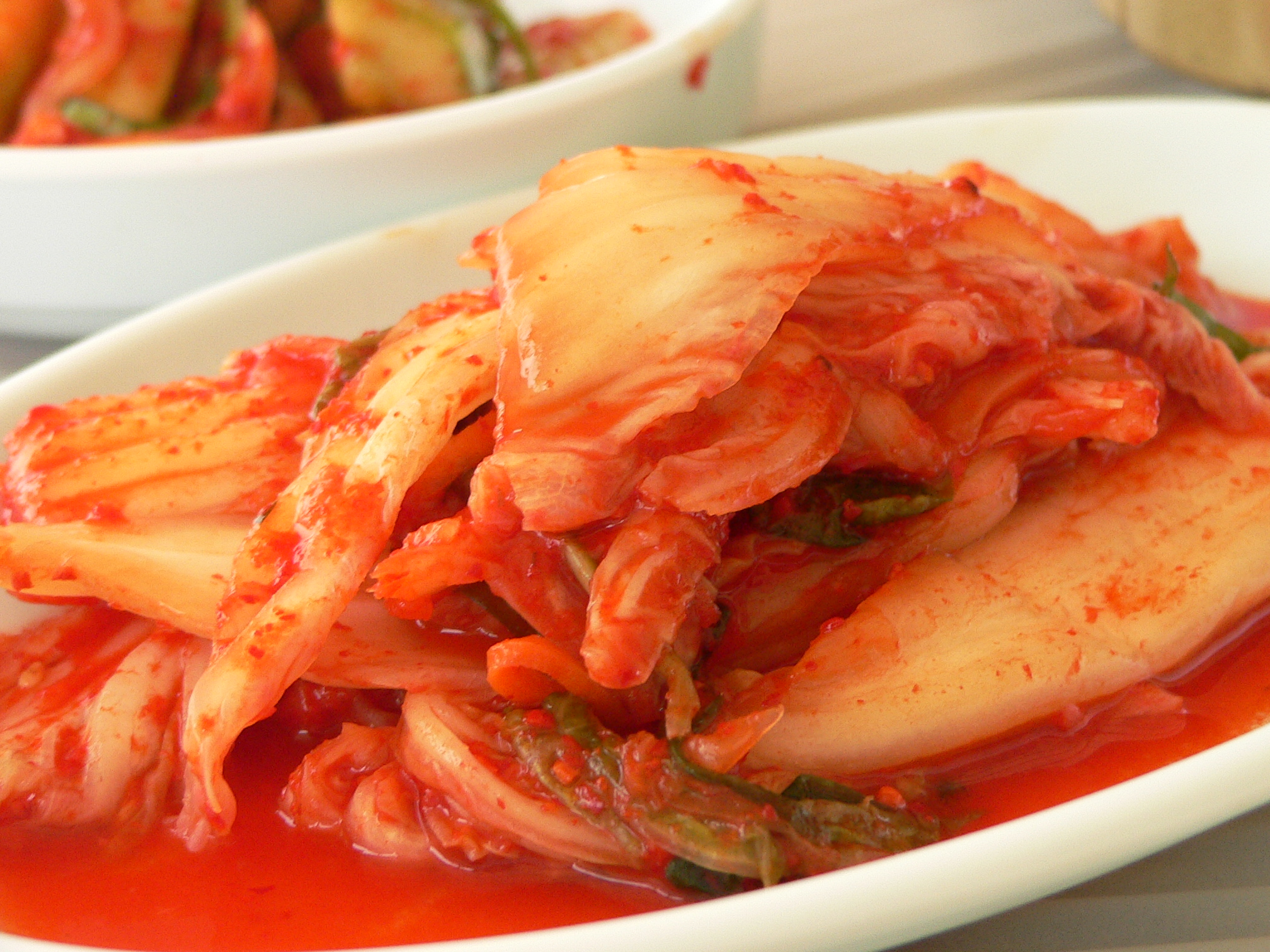
Kimčchi

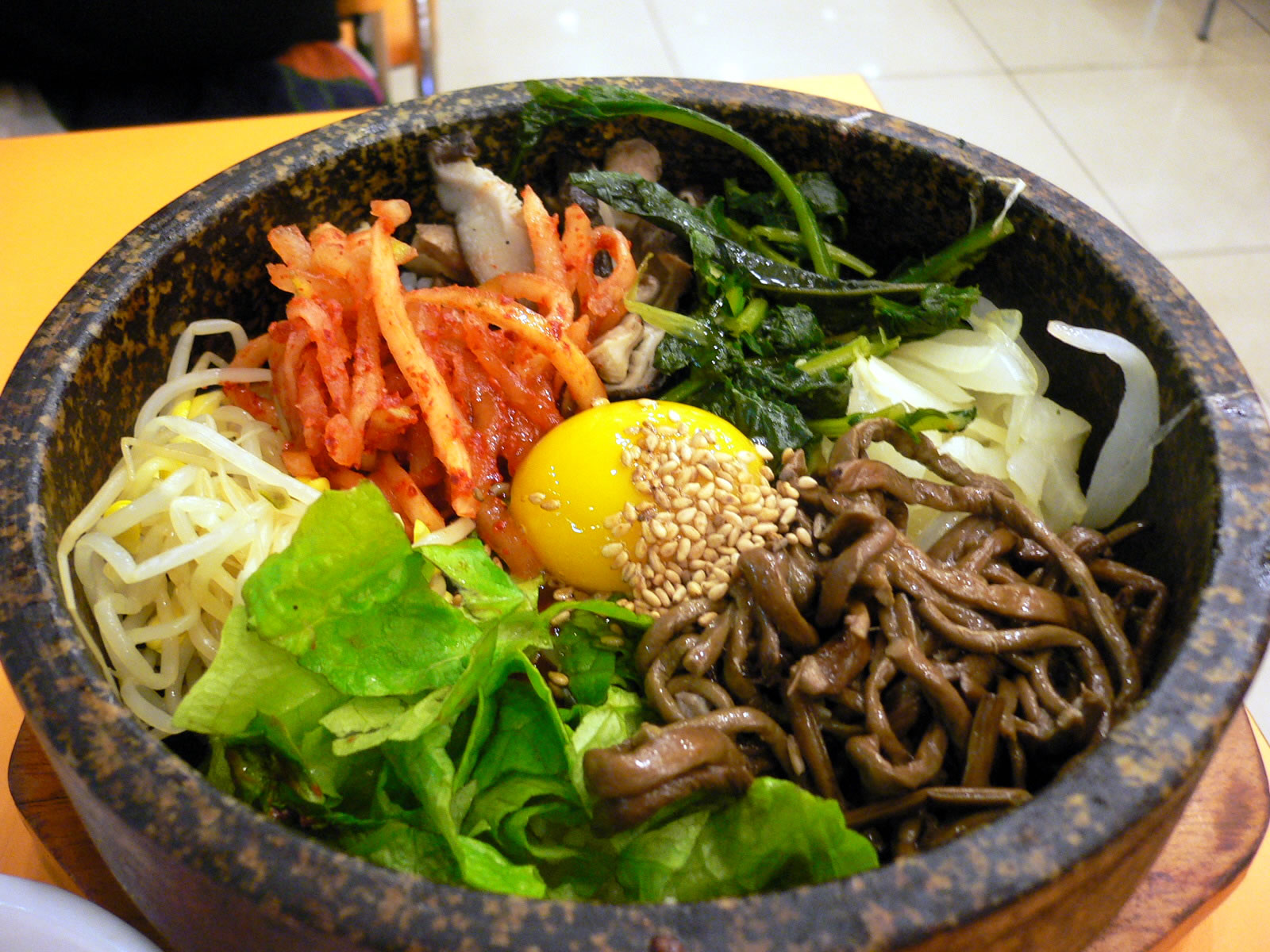
Pibimbap

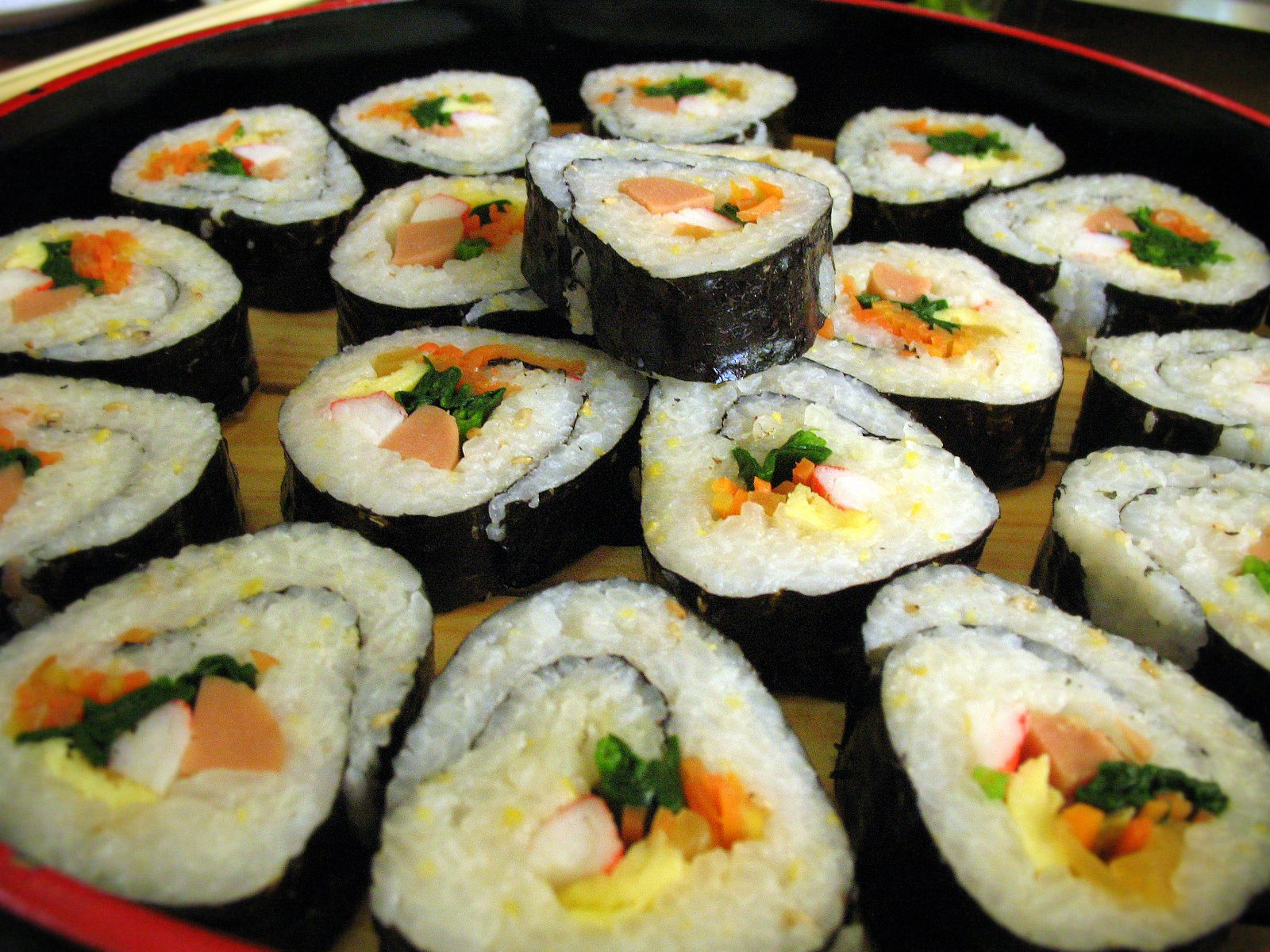
Kimbap

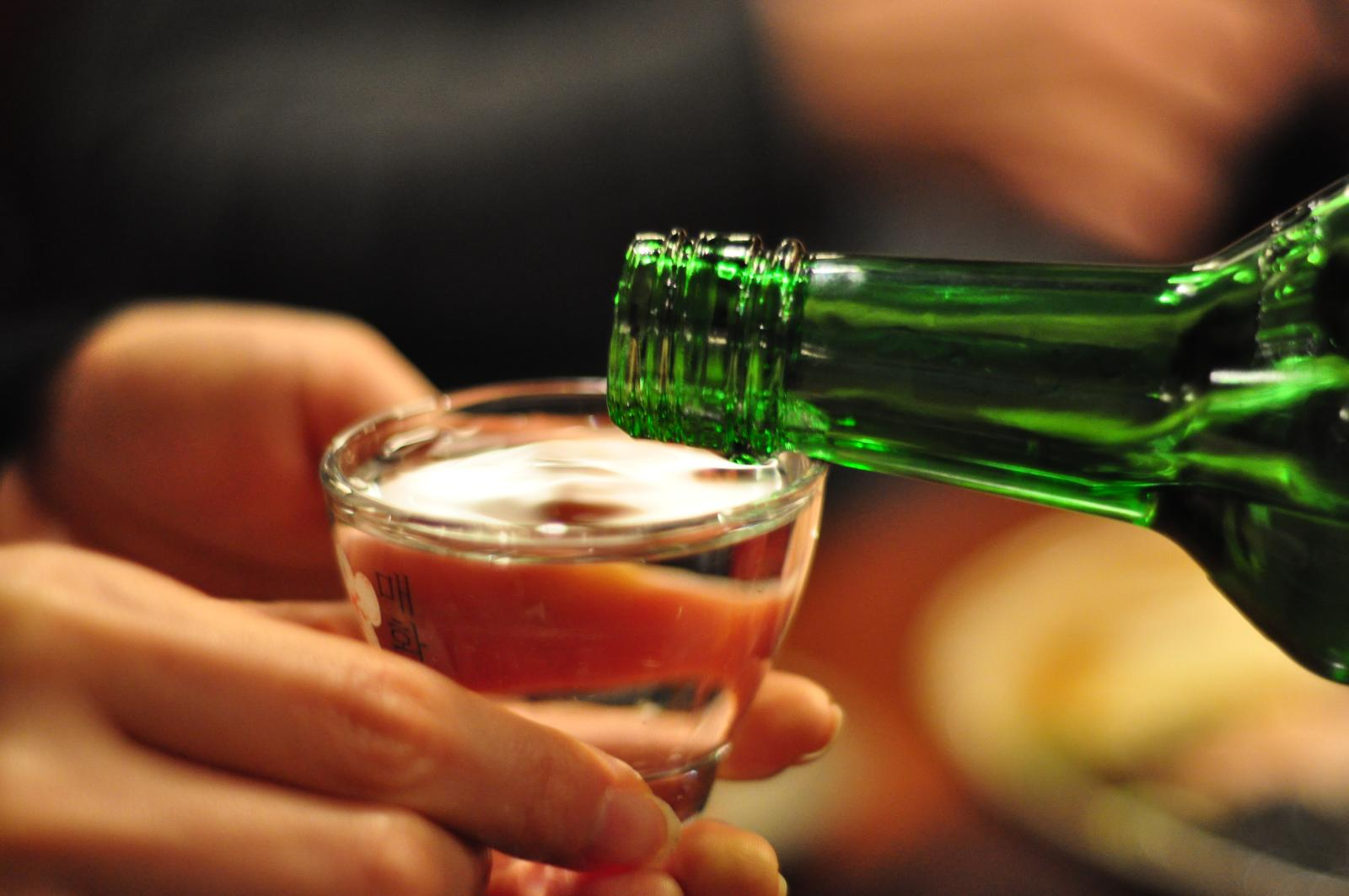
Sodžu

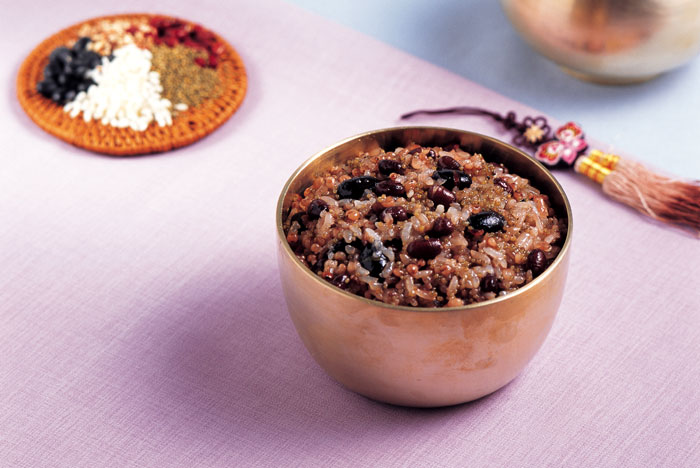
Ogokbap

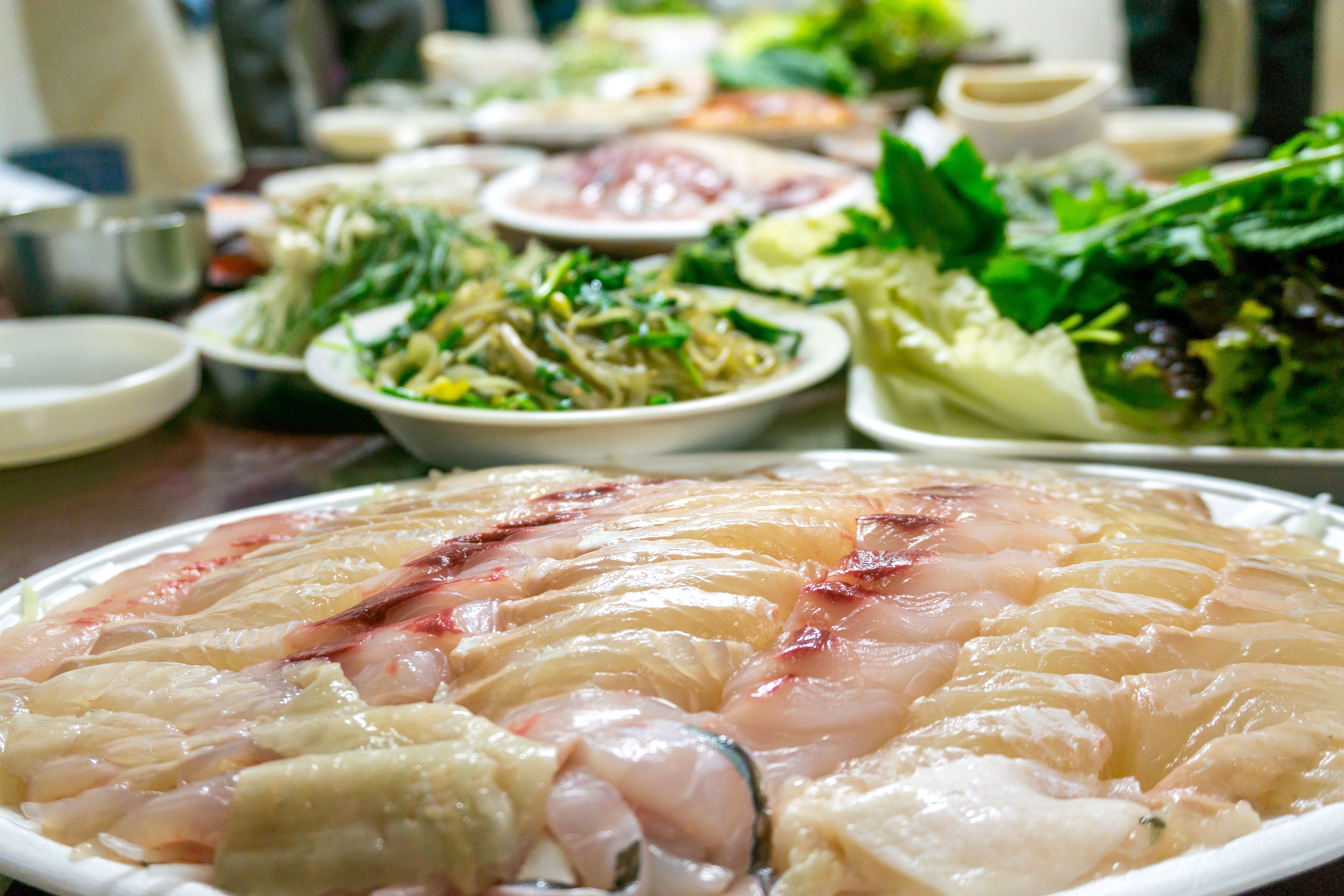
Hoe

Jihokorejská kuchyně (korejsky: 남한 요리) je podobná severokorejské kuchyni, i když se v mnoha ohledech (z geografických i politických důvodů) liší. Jihokorejská kuchyně je oproti té severokorejské bohatší, více pikantní, jihokorejské lihoviny jsou slabší než severokorejské a v Jižní Koreji se běžně používá hovězí maso.
Mezi nejpoužívanější suroviny patří rýže, nudle, ryby, mořské plody a kimčchi.

## Příklady jihokorejských pokrmů a nápojů
Příklady jihokorejských pokrmů a nápojů:
- Kimčchi, salát z pekingského zelí, bílé ředkve daikon, jarní cibulky, kořenicí pasty a soli. Podává se jako příloha k mnoha pokrmům.
- Pibimbap, rýže podávaná se zeleninou, vejcem a masem
- Bulgogi, grilované marinované kousky masa
- Haemultang, pikantní směs mořských plodů a zeleniny[4]
- Tteok, plněné rýžové koláčky
- Kimbap, korejská varianta suši[5]
- Nengmjon, studená nudlová polévka
- Kuksu, korejské nudle
- Sodžu, alkoholický nápoj z rýže
- Čaj
- Likér z ženšenu[6]

## Regionální kuchyně Jižní Koreje

### Kjonggi
Provincie Kjonggi je poměrně hornatá, ale má přístup ke Žlutému moři, díky čemuž se používá hodně ryb a mořských plodů. Ryby a mořské plody se často nasolují a fermentují, a takto zpracované se někdy přidávají i do kimčchi. Z plodin se nejčastěji v Kjonggi pěstují obilniny, velmi populárním pokrmem je ogokbap, směs pěti druhů zrn. Dále se připravují různé polévky například sudžebi (polévka s knedlíčky) nebo džemul kuksu (nudlová se sojovou pastou). Specialitou města Suwon jsou grilovaná žebírka galbi.

### Soul
Kuchyně Soulu používá mnoho koření, ale není tolik výrazně pikantní. Jídla jsou často podávaná v malých porcích. Mezi nejtypičtější jídla patří heukimjajuk (kaše z černého sezamu), tteokguk (polévka s koláčky tteok), saengči mandu (knedlíčky plněné bažantím masem) nebo polévka sinseollo.

### Kjongsang
Oblast Kjongsang (provincie Jižní Kjongsang a Severní Kjongsang) se nacházejí na jihovýchodě Jižní Koreje. Díky Japonskému a Východočínskému moři se zde používají ryby. Specialitou je hoe, což jsou plátky syrového rybího masa. Pokrmy z Kjongsangu jsou jednoduché, ale velmi výrazné a pikantní. Gastronomickým centrem regionu je město Andong, které se proslavilo například výrobou nápojů sodžu a sikhye.

### Čedžu
Kuchyně ostrova Čedžu na jihu Jižní Koreje využívá mnoho ryb a mořských plodů, ale i mořských řas nebo hub. Přímo na ostrově se nepěstuje mnoho plodin, ale v menší míře se pěstují např. jáhly. Kimčchi, které se na většině Korejského poloostrova podává téměř ke každému jídlu, se na Čedžu připravuje také, ale nepodává se zdaleka tak hojně. Mezi nejtypičtější pokrmy na Čedžu patří různé kaše.